# Abu Shugia
Abu Shugia (Bassora, 1042 – 1107) è stato un giurista arabo.
Shafi'ita, fu autore di un considerevole compendio di diritto.